# Centencyrtus
Centencyrtus is een geslacht van vliesvleugeligen uit de familie Encyrtidae. De wetenschappelijke naam van dit geslacht is voor het eerst geldig gepubliceerd in 1994 door Noyes & Woolley.

## Soorten
Het geslacht Centencyrtus is monotypisch en omvat slechts de volgende soort:
- Centencyrtus anser Noyes & Woolley, 1994